# Wappen von Zollikon
Das Wappen und Fahne der Gemeinde Zollikon im Kanton Zürich gilt seit der kantonalen Wappenregelung vom Februar 1930. In seiner heutigen Form erscheint es erstmals 1493 im Wappenbuch von Gerold Edlibach, der damals den ursprünglich im Wappen stehenden roten Vogel durch einen roten Schrägbalken ersetzte. 

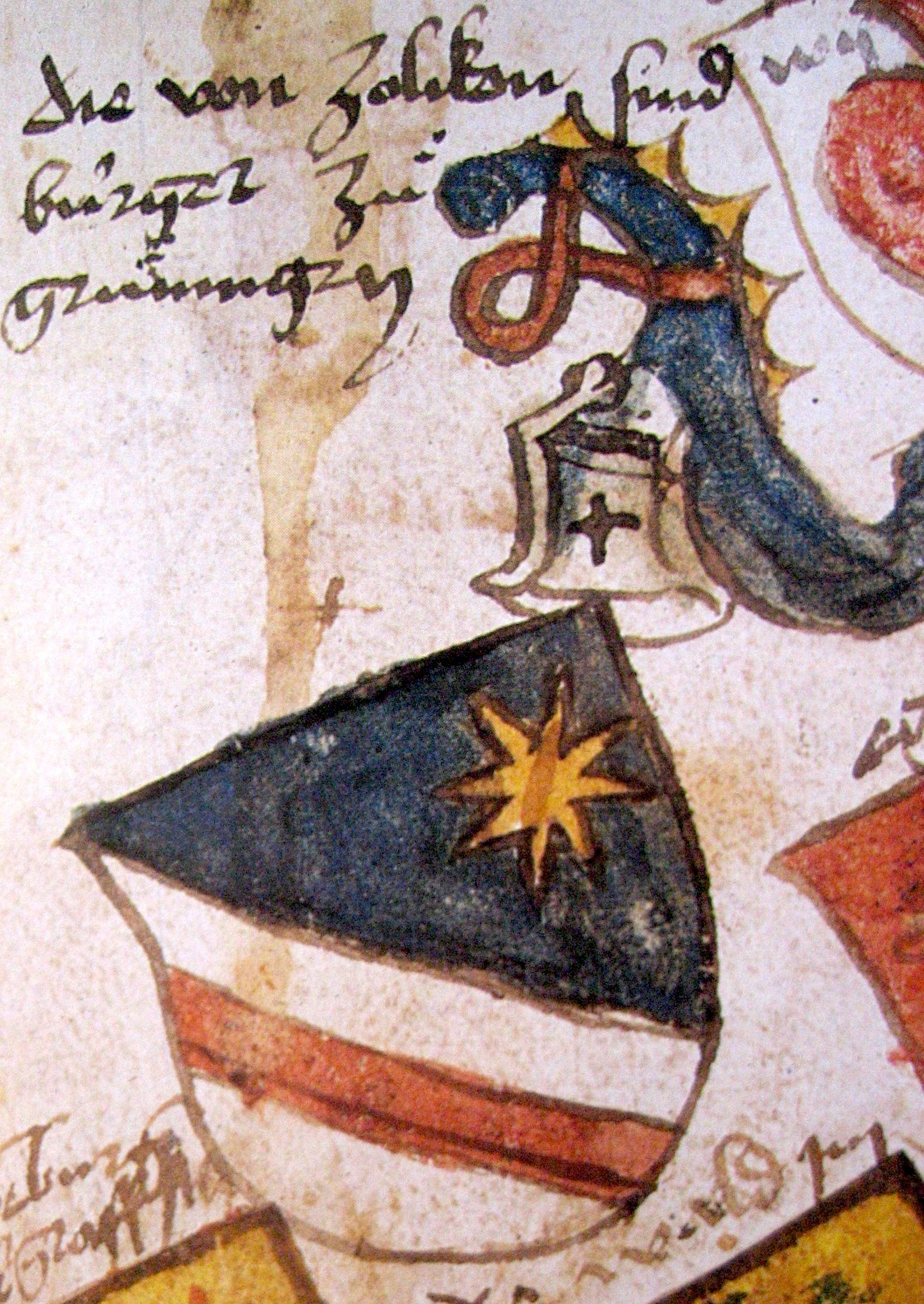
Das Zolliker Wappen 1493 in der Chronik von Gerold Edlibach
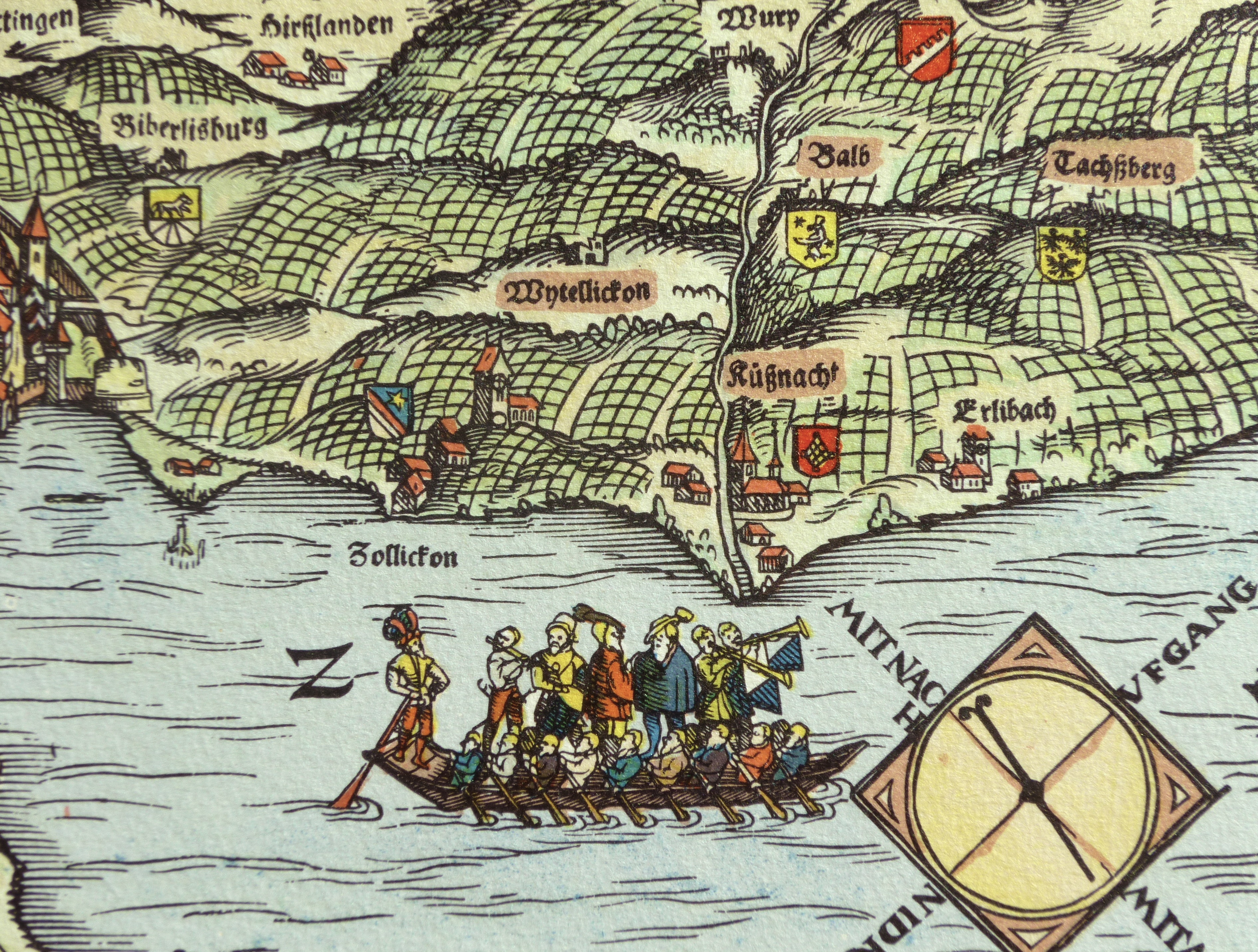
Wappen auf Jos Murers Kantonskarte von 1566 mit falsch eingezeichnetem roten Balken
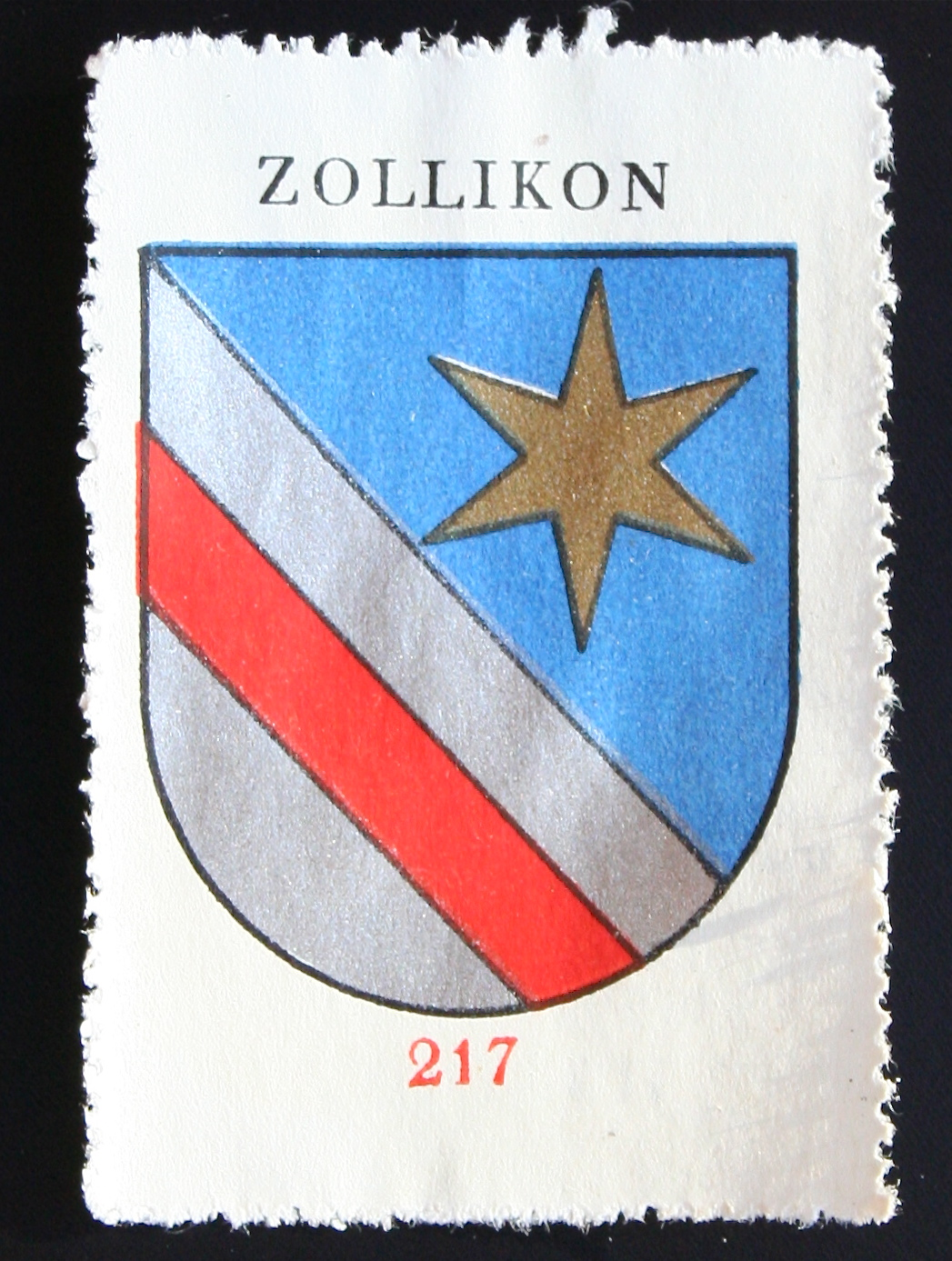
Aus der "Kaffee-Hag"-Sammlung, um 1935
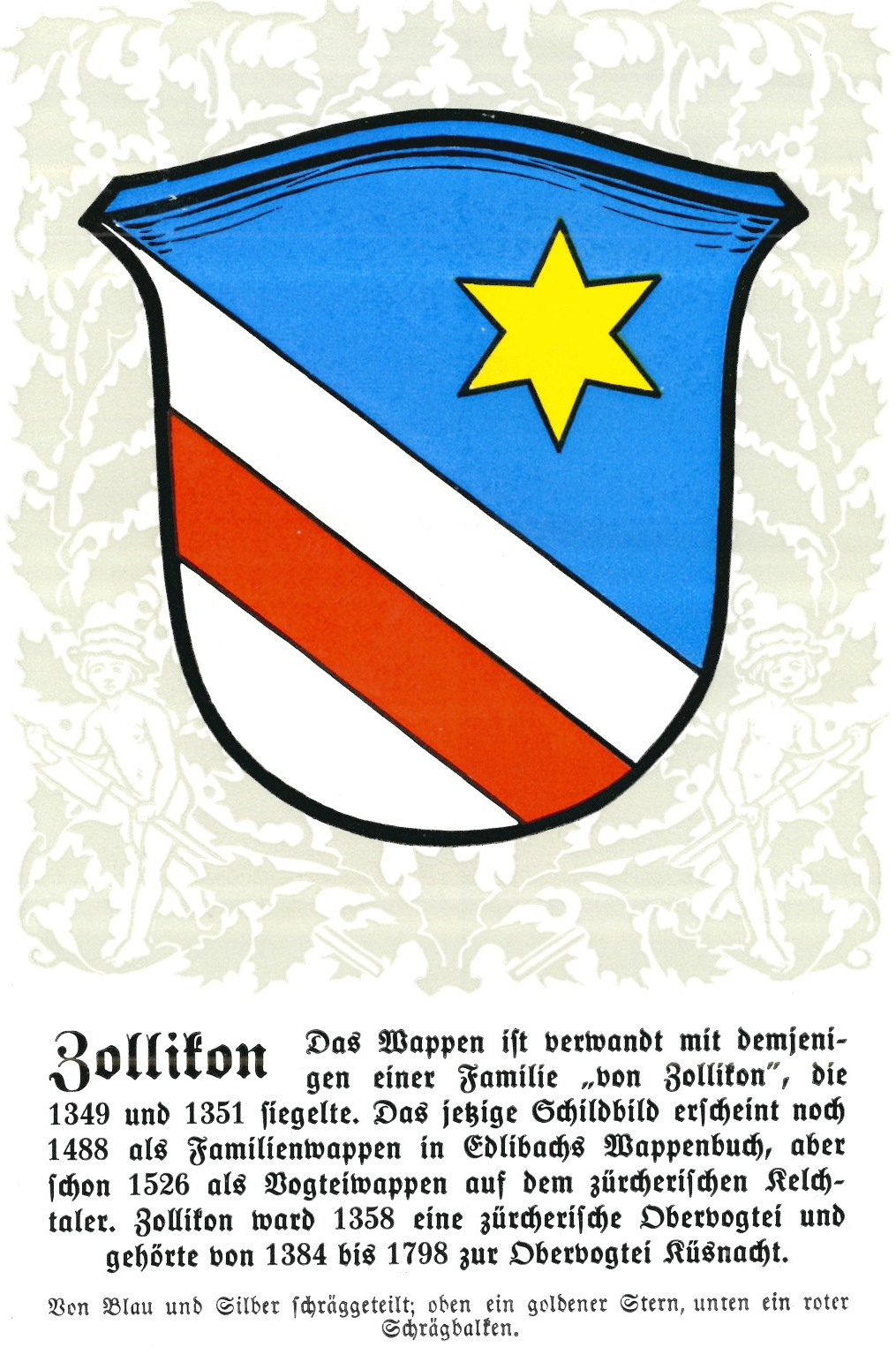
Heutiges Zolliker Wappen

Blasonierung
Schräggeteilt von Blau und Silber, oben ein goldener Stern, unten ein roter Schrägbalken

## Darstellungen
Das Zolliker Wappen gibt es in verschiedenen Darstellungen. Je nach Alter und Verwendungszweck erscheint auch anstelle des roten Querbalkens entweder ein Vogel oder ein Schlüssel.

### Mit Vogel

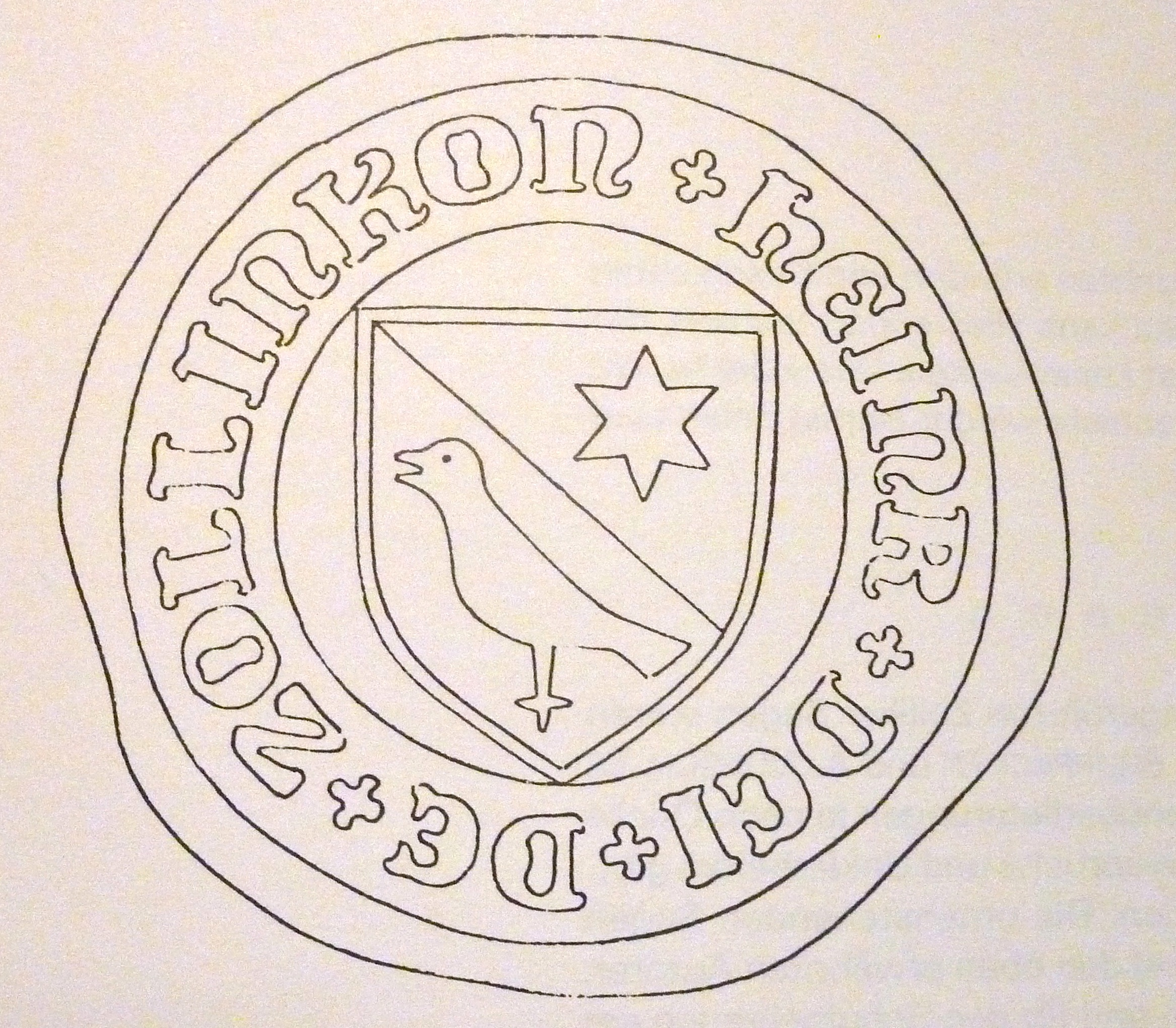
1349: das Zolliker Vogel-Wappen an einem Siegel des Heinrich von Zollikon

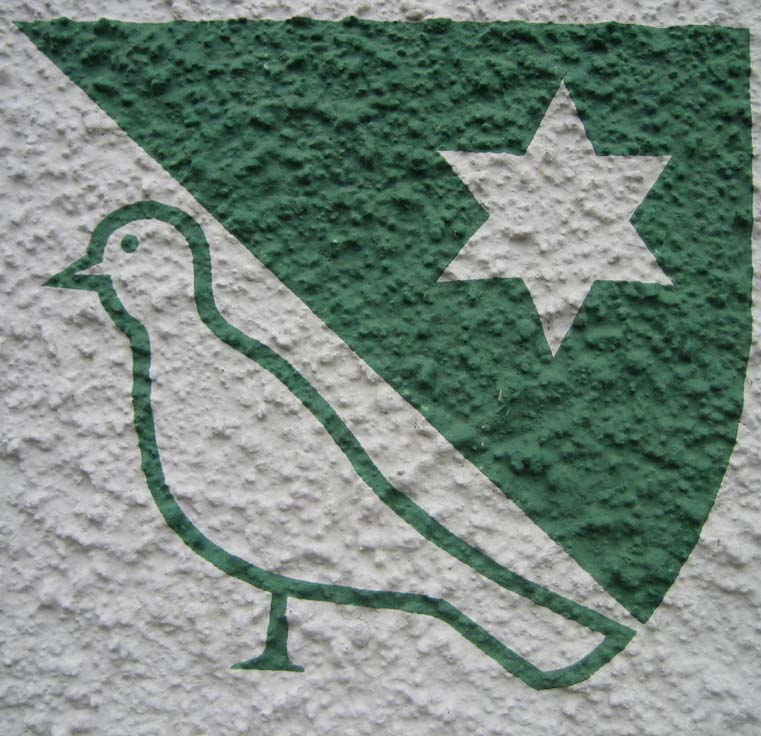
Wappen am Ortsmuseum

Die Darstellung mit einem Vogel ist älteste Version des Wappens. Gemäss einer Sage soll sie von einem Zolliker Adligen «Dietrich von Zollikon» in das Wappen gesetzt worden sein. Ein Dietrich aus Zollikon ist tatsächlich historisch fassbar: 1223 wird in einer Urkunde des Klosters St. Martin am Zürichberg ein Mann namens Dietericus als Zeuge genannt, wobei „von Zollikon“ mehr als Herkunftsbezeichnung denn als Adelsprädikat zu verstehen ist. In Urkunden erscheinen die Zolliker oft im Gefolge der Freiherren von Regensberg. 1349 siegelte in Grüningen ein Heinrich von Zollikon.
In seiner Chronik erwähnt Johannes Stumpf die «von Zollikon» mit Sitz an der «Goldenen Halde» (heute Goldhaldenstrasse). Der genaue Wohnort ist nicht bekannt. Der Vogel hat sich im Wappen der Museumskommission Zollikon erhalten.
«Wie Zollikon zu seinem Wappen kam» (Zusammenfassung der Sage)

An einem Sommerabend sass Dietrich der Alte von Zollikon vor seinem Haus an der Goldenen Halde und dachte nach. «Ich bin nun schon alt und habe es im Dorf ich zu Ruhm und Ehre gebracht. Das einzige, was mir noch fehlt, ist ein Wappen», dachte er.
Plötzlich schreckte ihn ein Rauschen auf: Ein mächtiger Vogel, der in den verschiedensten Rottönen leuchtete, hatte sich vor ihm niedergelassen. «Dietrich von Zollikon», sprach der Vogel, «ich will dir zu einem Wappen verhelfen. Nenne mir deine Wünsche.» 
Nach kurzem Nachdenken antwortete Dietrich: «Das Silber des Sees, das Blau des Himmels und das Gold des Abendsterns: Diese Farben sehe ich täglich vor mir; sie sollen mein Wappen zieren.»
Da holte der Vogel vom See das Silber und vom Himmel das Blau und fügte beides zu einem schräg geteilten Schild zusammen. Das Gold des Abendsterns setzte der Vogel ins blaue Feld des Himmels. Als Dank setzte der Alte das Bild des roten Vogels ins Silber.
Viele Jahre später wohnte im Haus an der Goldenen Halde ein Nachkomme, der sich nur für die Jagd interessierte. Eines Tages schwebte ein sonderbarer Vogel auf das Haus zu. Da spannte der Übermütige den Bogen und schoss einen Pfeil in Richtung des Tieres – doch plötzlich war der Vogel nicht mehr zu sehen. Gleichzeitig verschwand auch der Vogel auf dem Wappenschild, das seit Dietrichs Zeiten am Haus angeschlagen war. Das Bild des Vogels verwandelte sich in einen Streifen – rot wie Blut.

### Mit Schlüssel
Eine weitere frühe Form des Wappens zeigt einen schräg liegenden Schlüssel, der sich vermutlich auf Simon Petrus bezog, den Schutzheiligen der neuen reformierten Kirche. Das Schlüsselwappen wurde 1499 oberhalb des südlichen Chorfensters der Kirche eingemeisselt, Edlibach zeichnete es um 1486 in seiner Zürcher Chronik. Der Schlüssel steht heute im Wappen der reformierten Kirchgemeinde

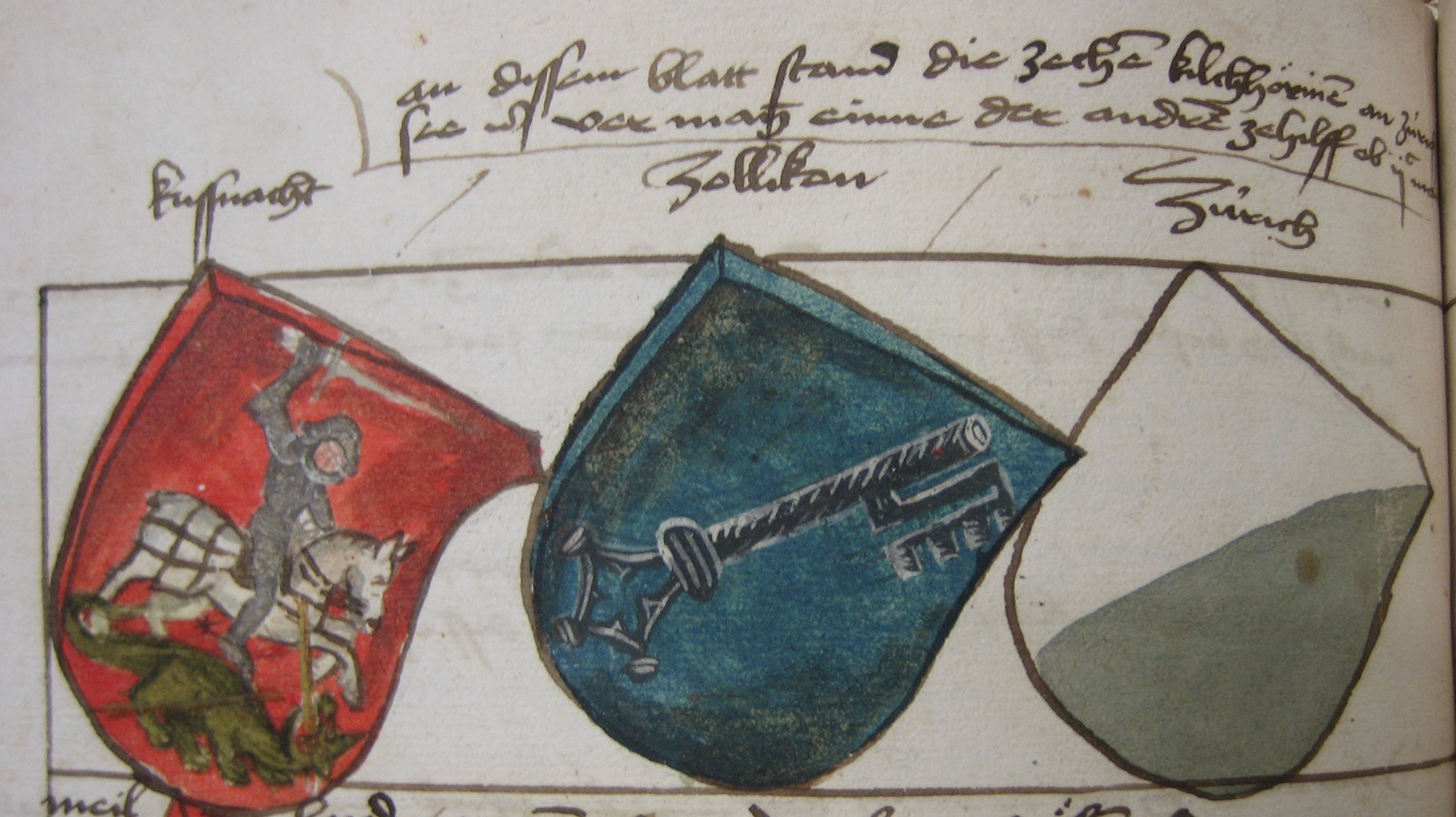
Schlüsselwappen 1486 in Edlibachs Zürcher Chronik
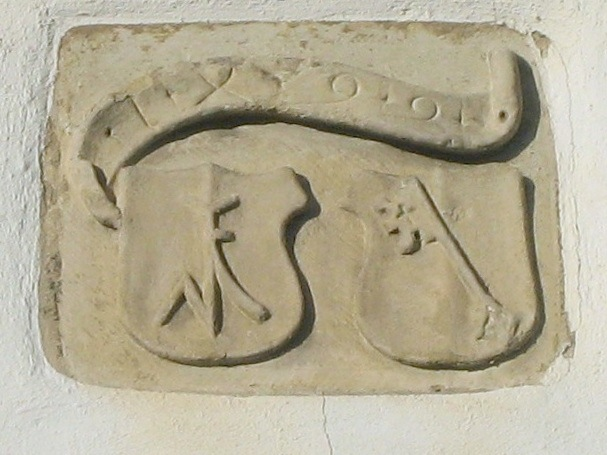
Schlüsselwappen 1499 am südlichen Chorfenster der reformierten Kirche. Links ein Steinmetzzeichen
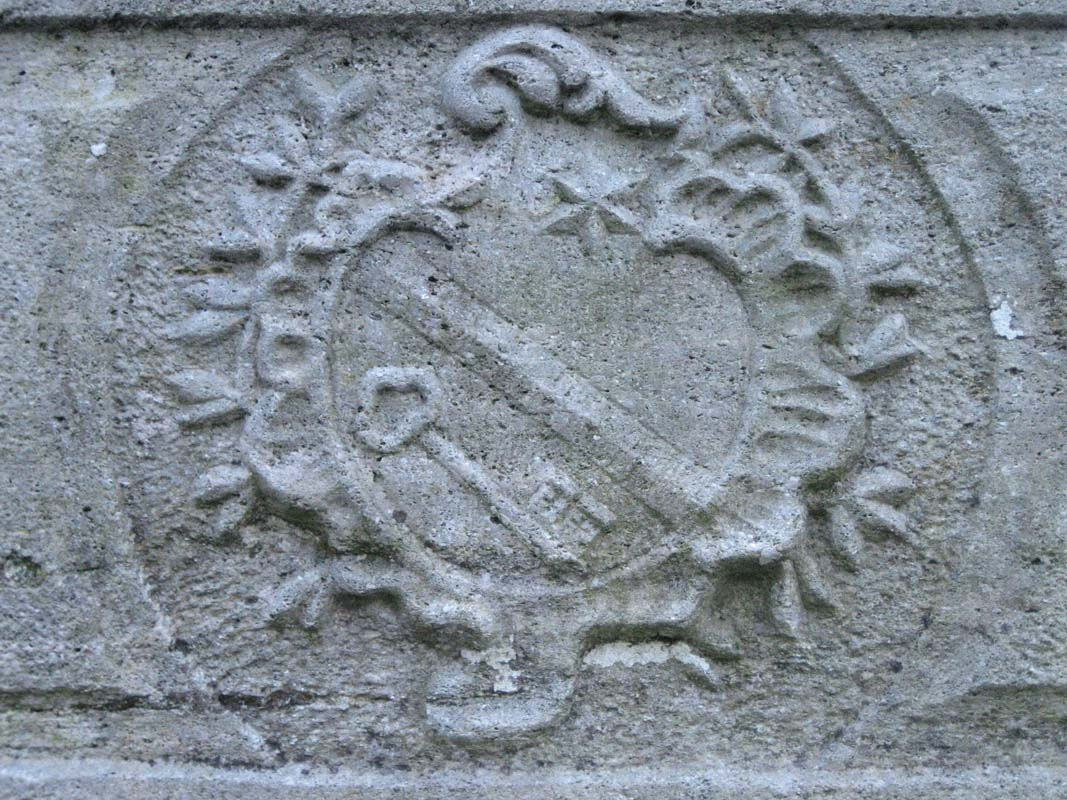
Wappen auf dem Rösslibrunnen, 1775
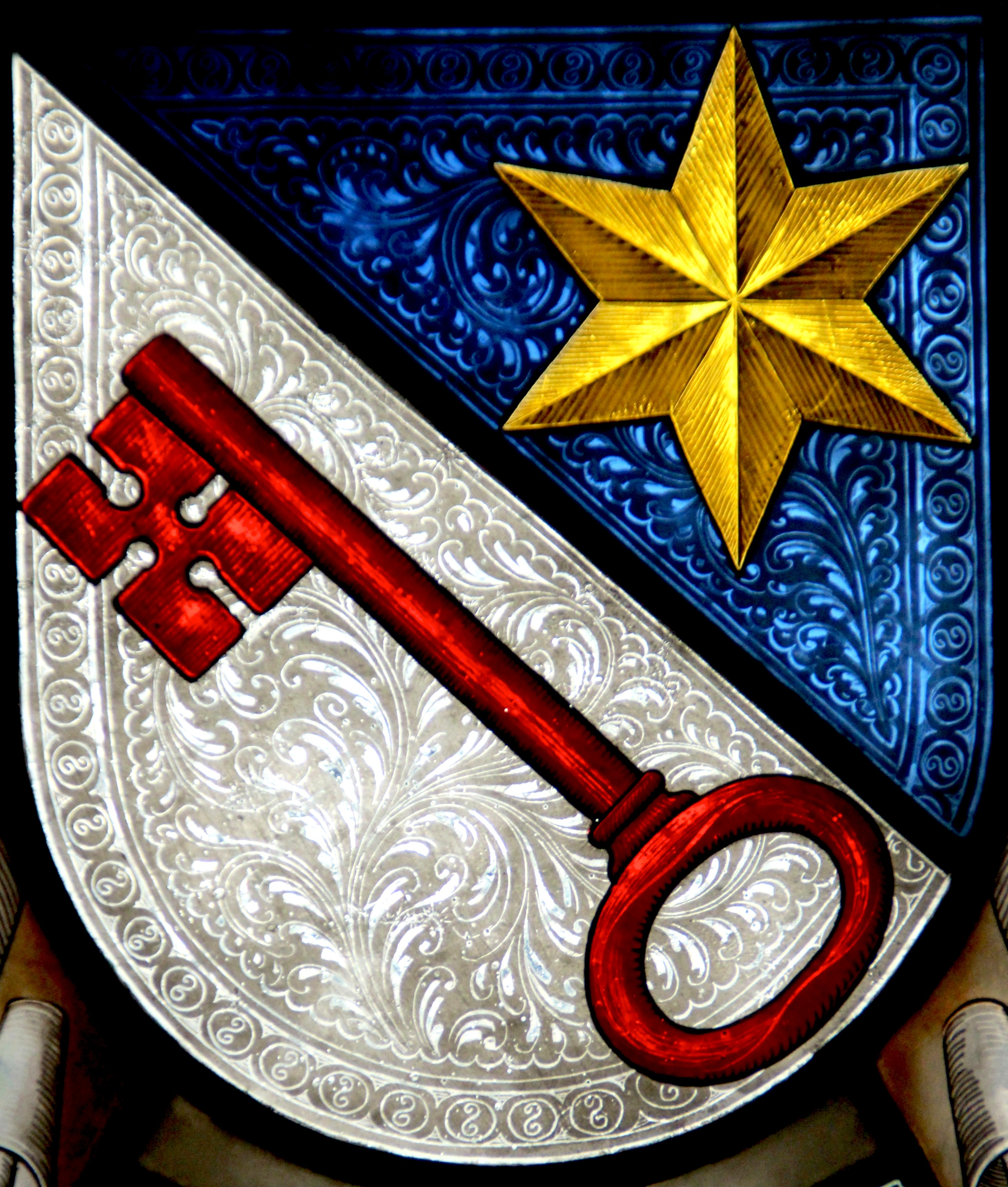
Wappenscheibe in der reformierten Kirche in Zollikon